# Bucculatrix anticolona
Bucculatrix anticolona är en fjärilsart som beskrevs av Edward Meyrick 1913. Bucculatrix anticolona ingår i släktet Bucculatrix och familjen kronmalar. Inga underarter finns listade i Catalogue of Life.